# Église Saint-Pierre-Saint-Paul des Grandes-Chapelles
Pour les articles homonymes, voir Église Saint-Pierre-et-Saint-Paul.
L'église Saint-Pierre-Saint-Paul est une église située aux Grandes-Chapelles, en France.

## Description
L'église est du XIIe siècle, rebâtie au XVIe. Les collatéraux ont été supprimés en 1819. 
- Bénitier à vasque plombée creusée dans un chapiteau d'ordre corinthien[2].
- Peinture murale 
  - de 1608 représentant la crucifixion a été récemment restaurée[3].
  - de la mise au tombeau[4].
- Un christ en croix du XVIe[5].
- Chaire à prêcher en chêne ouvragé du XVIe classé M.H. en 1913.
- Une statue de Vierge allaitante polychrome de l'école de Troyes du XVIe classée M.H.en 1911, restaurée en 2007.
- Une châsse reliquaire de procession polychrome dédiée à sainte Pétronille[6].
- Un vitrail représentant l'arbre de Jessé du XVIe.

## Localisation
L'église est située sur la commune des Grandes-Chapelles, dans le département français de l'Aube.

## Historique
En 1789, siège d'une cure qui relevait du Grand-doyenné de Troyes et la présentation et le principal des dîmes étaient au chapitre de Saint-Pierre de la même ville.
L'édifice est classé au titre des monuments historiques en 1990.